# Катанијер
Катанијер (фр. Cattenières) насеље је и општина у североисточној Француској у региону Север-Па д Кале, у департману Север која припада префектури Камбре.
По подацима из 2011. године у општини је живело 676 становника, а густина насељености је износила 125,19 становника/km². Општина се простире на површини од 5,4 km². Налази се на средњој надморској висини од 101 метар (максималној 124 m, а минималној 82 m).

## Демографија
| 1962. | 1968. | 1975. | 1982. | 1990. | 1999. | 2011. |
| ----- | ----- | ----- | ----- | ----- | ----- | ----- |
| 791   | 816   | 716   | 722   | 717   | 674   | 676   |

График промене броја становника у току последњих година